# Implicación

Implicación (del latín implicare), en su uso común, es una afirmación que conlleva otra, sin que la segunda deba ser comunicada explícitamente. Etimológicamente proviene de la existencia de algo «plegado», doblado u oculto al interior de otro algo. Lo interior no es visible o perceptible, aunque esté ahí. 
La implicación es contrapuesta al término explicación (del latín explicare), que es el hecho de desplegar lo que está plegado; sacar al exterior, hacer visible, o comprensible, aquello que está “implicado” en el interior de algo que lo hacía oculto o no comprensible.

En lógica, la implicación, también llamada implicación lógica, frecuentemente se simboliza formalmente como:
{\displaystyle A\Rightarrow B}
lo cual, indica una tautología en un condicional material.
Es decir, dependiendo como definamos a {\displaystyle A} y a {\displaystyle B}, se puede describir la implicación lógica como:
[ ( {\displaystyle A\longrightarrow B} ) es una tautología ]   {\displaystyle \equiv } {\displaystyle A\Longrightarrow B}

Un ejemplo de como definir a {\displaystyle A} y a {\displaystyle B} para obtener esta tautología esperada, es de la siguiente forma:
Usaremos a las proposiciones {\displaystyle P}, {\displaystyle Q} y a {\displaystyle R} asignándoles sus valores de verdad. 
Mediante estas tres, vamos a definir a {\displaystyle A} y a {\displaystyle B}:
{\displaystyle A=(P\longrightarrow R)\land (R\longrightarrow Q)}
{\displaystyle B=P\longrightarrow Q}
Ahora, desarrollemos las tablas de verdad:
{\displaystyle {\begin{array}{|c|c|c|}\hline P&R&Q&P\longrightarrow R&R\longrightarrow Q&A&B&A\longrightarrow B\\\hline V&V&V&V&V&V&V&V\\V&V&F&V&F&F&F&V\\V&F&V&F&V&F&V&V\\V&F&F&F&V&F&F&V\\F&V&V&V&V&V&V&V\\F&V&F&V&F&F&V&V\\F&F&V&V&V&V&V&V\\F&F&F&V&V&V&V&V\\\hline \end{array}}}
Mediante la forma en como definimos a {\displaystyle A} y a {\displaystyle B}, es imposible que {\displaystyle A} sea verdadero al mismo tiempo de cuando {\displaystyle B} es falso. Por lo que es imposible planteando este caso, que {\displaystyle A\to B} resulte falso, por lo tanto, {\displaystyle A\to B} definido de esta manera es una tautología. Así que podemos afirmar que {\displaystyle A\Rightarrow B}.
Es importante no confundir el término implicación (lógica) con el de implicación material, siendo este último el término con el que se le llama a una equivalencia (en valores de verdad) del condicional material ( {\displaystyle A\longrightarrow B\equiv \neg A\lor B} ).  La confusión es exacerbada porque los símbolos {\displaystyle A\Rightarrow B} y {\displaystyle A\to B} suelen usarse como equivalentes por muchos autores.
Asimismo, es importante diferenciar el concepto de implicación (derivado del condicional material) del concepto de causalidad, ya que en este contexto matemático, el condicional material no se define como una sucesión cronológica.

## Diferencia entre implicación y condicional
La implicación no debe confundirse con el condicional. Aunque en el lenguaje ordinario no suele tener importancia esta distinción, en su sentido lógico y científico las diferencias pueden tener un sentido importante.
- La implicación lógica «A, por lo tanto B» es una afirmación no hipotética, que habla del mundo; es decir, establece que A es verdadero y que, por lo tanto, B es verdadero.
- El condicional material es una afirmación hipotética que no habla del mundo; es decir, no es posible saber el valor de verdad de A o B simplemente con observar la expresión «Si A, entonces B», sin ninguna información adicional. El condicional establece una relación entre A y B, pero no aclara su valor de verdad. Lo único que establece es que, en el caso de que A sea verdadero, B también lo es y, en el caso de que B sea falso, A también lo es. Ni siquiera es posible saber cuál será el valor de verdad de B cuando A sea falso ni cuál será el valor de A cuando B sea verdadero.

Tanto el condicional como la implicación en el cálculo lógico se expresan según el esquema A → B, que puede leerse de dos formas:
| Tipo        | Se simboliza                   | Se lee                                                                                       | Ejemplo                                           |
| ----------- | ------------------------------ | -------------------------------------------------------------------------------------------- | ------------------------------------------------- |
| Condicional | {\displaystyle A\rightarrow B} | Si {\displaystyle A}, entonces {\displaystyle B}                                             | "Si hoy es martes entonces mañana es miércoles".  |
| Implicación | {\displaystyle A\Rightarrow B} | {\displaystyle A} implica {\displaystyle B}, o {\displaystyle A} por tanto {\displaystyle B} | "Hoy es martes", por tanto "mañana es miércoles". |

Condicional e implicación tienen diferencias en cuanto al número de proposiciones y el tipo de relación lógica simbolizada.

### Número de proposiciones
En su escritura, la expresión lingüística, en cuanto a enunciado, difiere de forma fundamental en el uso de las comillas.
- El condicional "Si A entonces B" es una única proposición y como tal una única afirmación; por tanto, su interpretación lógica tiene dos valores posibles de verdad, es decir, puede ser verdadera o falsa. Su tabla de valores de verdad nos indica que la expresión es falsa solamente en el caso en que “A” sea verdadera y “B” sea falsa; en los demás casos, es verdadera. Pero por sí misma, a falta de información adicional, no podemos afirmar ni su verdad ni su falsedad.
- La implicación "A" implica "B" contiene dos proposiciones, y por tanto, dos afirmaciones.[2] Pero el valor de cada una es independiente. De modo que en una implicación, afirmar "A" como sentencia de contenido semántico verdadero exige que la afirmación de "B" tenga también contenido semántico verdadero. Dicho de otra manera, la afirmación de B depende de la validez de A.

### Tipo de relación: sintáctica o semántica
Mientras en la condicional existe solo una relación sintáctica entre antecedente y consecuente de la expresión, la implicación exige también una relación semántica entre sus dos proposiciones.
- La condicional es una afirmación hipotética: “si se da una condición (antecedente), se dará también lo condicionado (consecuente)”. Es una hipótesis y no una predicción, regla, o relación causal. El hecho de que se dé el antecedente no significa que se dé, o no, el consecuente. Así, el condicional es una relación meramente formal y sintáctica, mas no semántica, que no habla del mundo ya que es una afirmación hipotética sin contenido de verdad.
- En la implicación, no obstante, la relación se establece sobre el contenido semántico de las sentencias. A debe tomarse como afirmación sobre "A"; y B como afirmación sobre "B". Es decir, la implicación exige una relación sintáctica y además, semántica. La relación entre A y B responde entonces al contenido material de cada una. La implicación habla del mundo y es una afirmación con contenido de verdad.

Así pues, la implicación debe entenderse como: 
La verdad de A exige, o lleva implícita, es decir implicada, la verdad de B.
Lo que sugiere que se debe reservar la implicación sólo a los casos en que la condición - A - es siempre verdadera

### Ejemplo
Un ejemplo del ratón lenguaje cotidiano puede servir como ilustración. Cuando alguien está contando algo que el oyente considera una fantasía que no puede ser admitida de ningún modo como verdadera, es frecuente, en español, que el oyente manifieste su incredulidad diciendo: 
“Si esto es verdad, yo soy el Rey de Roma”.
Si interpretamos dicha expresión como un condicional, y asumiendo que el antecedente es falso, esta expresión lógica siempre tendrá valor-verdad verdadero, según las tablas de verdad del condicional. Pero si la interpretamos como una implicación: “Lo que dices es verdad”, (por tanto) “yo soy el Rey de Roma”, la expresión no tiene sentido alguno. “Lo que dices” (en su contenido semántico) no tiene nada que ver conmigo como oyente, ni con el Rey de Roma (en su contenido semántico), y es por tanto, un absurdo. Otro ejemplo es la expresión, 
"Si esto es un triángulo, entonces la suma de sus ángulos debe ser 180º"
Este condicional es una afirmación hipotética, por tanto no describe la realidad del mundo; no se puede determinar su valor-verdad sin información adicional, ya que no sabemos si es un triángulo, o no, o si la suma de los ángulos es 180°, o no. Mientras que la implicación: "Esto es un triángulo", (por tanto) "la suma de sus ángulos es 180º", es una afirmación plena en su contenido.
| Condicional | "Si llueve, el suelo está mojado"         | Afirmación formal e hipotética, que no habla del mundo                                                                                |
| Implicación | "Llueve, por tanto, el suelo está mojado" | Afirmación con contenido de verdad y habla del mundo. Equivale materialmente a la afirmación doble: "Llueve" y "el suelo está mojado" |
| ----------- | ----------------------------------------- | --- |

### Implicación y condicional en el uso diario y práctico
En la vida diaria, donde el pensamiento lógico es normalmente argumentativo, la distinción entre implicación y condicional no tiene mayor importancia, y suele confundirse con facilidad y sin consecuencia.
Incluso en la práctica del cálculo formal lógico, no es necesario tener en cuenta la esta distinción. Para realizar una prueba argumentativa, o derivación formal en un cálculo lógico, basta la afirmación mínima hipotética i.e. Sin embargo, nótese que si es necesario tener en cuenta la distinción al considerar toda afirmación con pretensión de verdad cuando hablamos del mundo.
Más precisamente, podemos ignorar la diferencia cuando el cálculo tiene una intención argumentativa en su contenido semántico. Entonces, partimos de un contenido material afirmado como verdadero, cuya verdad es condición necesaria de la verdad de lo argumentado, como implicación. Esto es lo que podemos denominar una implicación lógica.

## Diferencia entre implicación y causalidad
Mientras la implicación trata sobre hechos sin requerir una secuencia temporal, la causalidad se enfoca en eventos en el tiempo. Más precisamente, la relación causal requiere un ordenamiento cronológico creciente, de antecedente hacia consecuente, que la implicación lógica no exige. Entonces, la implicación lógica no se debe explicar como una relación causa-efecto, sino como una relación antecedente-consecuente o hipótesis-conclusión. 
Por consiguiente, "{\displaystyle A} es una causa y {\displaystyle B} es el efecto esperado de esa causa" es una interpretación que solo se debe utilizar si efectivamente hay causalidad. La interpretación general "{\displaystyle B} es una conclusión lógica de {\displaystyle A}" es la forma correcta y universal de pensar sobre la implicación lógica. 
Esta diferencia sutil es casi irrelevante en el día a día, pero importa conversaciones avanzadas sobre estos dos términos. 

### Ejemplos
La siguiente es una proposición de implicación válida, y de valor-verdad verdadero, que no exhibe relación causal.
- Si está lloviendo ⇒ está nublado. Nótese que la lluvia implica nubes, pero no causa las nubes. Nótese también que, conversamente, las nubes no implican lluvia, lo cual sería un error lógico de afirmación del consecuente, y tampoco necesariamente causan la lluvia. Lo único que esta implicación prohíbe es que esté lloviendo y no este nublado.[6]

Algunas formas válidas de implicación, incluso con valor-verdad verdadero, pueden parecer redundantes o incoherentes. Eso no significa que no sean formas válidas.
- 2 es impar {F}  ⇒  2 es par {V}
- Si tengo un peso en el bolsillo {V,F}  ⇒  París es la capital de Francia {V}

Nótese que una implicación de {\displaystyle A} en {\displaystyle B} es compatible con la implicación de {\displaystyle B} en {\displaystyle A}, en el caso del bicondicional (A⇔B), mientras que una relación causal de {\displaystyle A} en {\displaystyle B} es incompatible con la relación causal de {\displaystyle B} en {\displaystyle A}.

### La realidad del mundo como un orden implicado
Importante: Esta sección trata sobre relaciones causales, una visión parcial del objetivo del artículo.
La realidad del mundo no se nos manifiesta como un conjunto de cosas o de hechos aislados. Por el contrario, aparece como un proceso, un conjunto de hechos y de cosas relacionados entre sí de forma que unas cosas “dependen” de otras, unos hechos "suceden" a otros, o suceden "siempre y cuando" se dé un "orden" entre determinadas circunstancias, etcétera. Estas relaciones en las que unas cosas dependen de otras, o unos hechos suceden a otros, solemos comprenderlas, de forma general, bajo la idea de causa.
El conocimiento del mundo lo elaboramos a través de unos datos captados por los sentidos; y lo manejamos conceptual y lingüísticamente y lo comunicamos a los demás según interpretamos la realidad y "creemos" que conocemos el mundo como realidad.
Esta creencia en el modo de conocer el mundo como relación de causas, la expresamos en el pensamiento y el lenguaje mediante las oraciones condicionales que en lógica se formalizan lingüísticamente, por ejemplo:
- "Si llueve, el suelo está mojado"

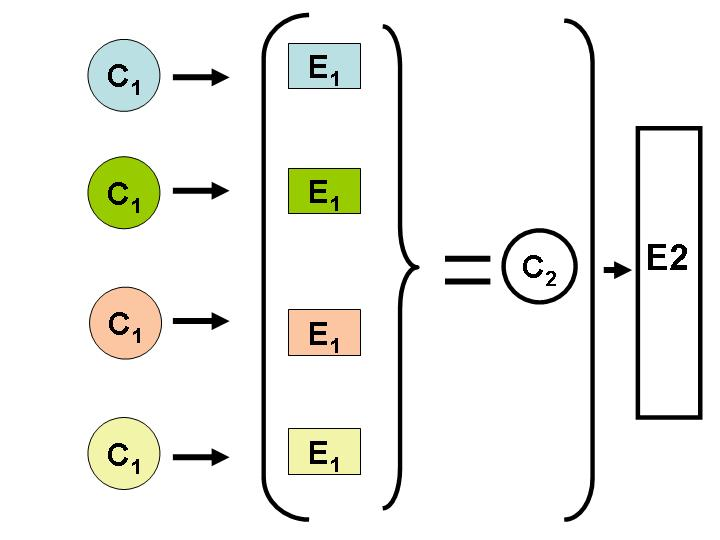
La cadena de causas y sus efectos constituyen una nueva causa con un efecto del conjunto: Causa y efecto paralelo

- "Cuando llueve, el suelo está mojado"
- "Siempre que llueve, el suelo está mojado"
- "Llueve, luego el suelo está mojado"
- "Llueve, por lo tanto, el suelo está mojado" etc.

Que de forma general vienen a decir que: 
- "El suelo está mojado porque llueve"
- "La lluvia causa que el suelo esté mojado"
- "El suelo está mojado a consecuencia de la lluvia"
- "Todas las lluvias mojan el suelo"

y cualquier otra expresión o enunciado que establezca como significado "unas relaciones semejantes".
| Este tipo de expresiones, llamadas implicaciones, se formalizan simbólicamente en el cálculo lógico como: {\displaystyle A\Rightarrow B} lo que indica que, siendo {\displaystyle A} una causa o conjunto de causas, {\displaystyle B} es el efecto o conjunto de efectos, que resultan de esas causas. En otras palabras, {\displaystyle B} es una conclusión lógica de {\displaystyle A}. |

Primero es el establecimiento del sistema de referencia. Segundo es el esbozo de posibilidades. El tercero es la intelección del fundamento posibilitante de lo real.
Zubiri. Inteligencia y razón. p. 222

Esta implicación de las cosas y los hechos del mundo suceden no de forma arbitraria sino de forma legal, conforme a leyes. El mundo se nos manifiesta conforme a unas «leyes naturales» según las cuales las cosas suceden así por "necesidad", porque tienen que ser así, y no de forma arbitraria, "por voluntad de los dioses" o el "azar".
Al expresar nuestro conocimiento por medio del lenguaje, utilizamos unas reglas gramaticales y lógicas que, aunque no las reconozcamos, operan de forma inconsciente y natural. Pero mediante ellas, intuimos que conocemos y expresamos la realidad del mundo.
Pensamos que el conocimiento, cuando es una interpretación adecuada de la realidad, es verdadero. Pero otras veces nos causa admiración cuando sentimos ignorancia.

Pues los hombres comienzan y comenzaron siempre a filosofar movidos por la admiración; al principio, admirados ante los fenómenos sorprendentes más comunes; luego avanzando poco a poco y planteándose problemas mayores, como los cambios de la luna y los relativos al sol, las estrellas y a la generación del universo. Pero el que se plantea un problema o se admira, reconoce su ignorancia, por eso también el que ama los mitos es en cierto modo filósofo, pues el mito se compone de elementos que dejan estupefacto. De suerte que, si filosofaron para huir de la ignorancia, es claro que buscaban el saber en busca del conocimiento, y no por ninguna utilidad
Aristóteles. Metafísica, 982,b.11-32. (sin subrayar en el original)

Cuando reflexionamos sobre el fundamento de nuestro conocimiento y que dicho conocimiento es producto de nuestra interactuación con la realidad, puesto que nosotros somos parte de la misma y del mismo proceso, esta reflexión es el fundamento del pensamiento racional que da lugar a la ciencia y a la filosofía. El conocimiento de la ciencia y de la reflexión filosófica supone una gran depuración del conocimiento vulgar. De ahí que la noción de causa, de implicación, de ley científica, la misma noción de experiencia en el contexto científico y filosófico, aunque tengan el mismo fundamento que la noción corriente, requiere un proceso de depuración o formalización para adecuar las nociones lo mejor posible al contenido experimental (que no es lo mismo que la experiencia) de las mismas
El comprender la realidad del mundo en sus "implicaciones" se hace mediante las "explicaciones" de la ciencia. La ciencia, por su parte, como pensamiento racional, se somete a unas reglas de razonamiento o funcionamiento de la razón, conocidas, elaboradas y formalizadas, que es lo que normalmente entendemos por lógica y método.
En este artículo consideramos la "implicación" en su sentido meramente lógico. Reservando la explicación al ámbito de una lógica empírica, que habla del mundo de la experiencia conforme a un método científico y que es lo que consideramos como ciencia.

## La implicación y la lógica modal
En la antigüedad, Filón de Megara, hacia el 300 a. de C. estimaba la condición tal como hoy día se define la función de condicional en las tablas de verdad. Por otro lado, Diodoro Cronos en la misma época, no aceptaba más que la condición en el sentido de implicación. Los escolásticos distinguieron entre proposición «formalmente hipotética», la condicional, y «materialmente hipotética», la implicación, y así ha perdurado en la filosofía tradicional.
En el siglo XIX Frege, Peirce, Russell y en general los lógicos matemáticos, aceptaron el sentido de Filón. Pero Clarence Irving Lewis (1883-1964) defendió la postura de Diodoro. Para Lewis la implicación como tal se refiere a la “inferencia” o “prueba”. La condición formal (la condicional), en cambio, únicamente muestra “lo que ocurriría o podría ocurrir si una proposición falsa fuera verdadera”, lo que abre esta problemática a la cuestión de la «modalidad», (necesidad-contingencia, posibilidad-imposibilidad). Esta postura de Lewis dio lugar a la lógica modal, de gran desarrollo actual.
Un ejemplo explica bien lo que se quiere decir. El ejemplo antes citado "Si lo que dices es verdad, yo soy el Rey de Roma" (A → B), lo consideramos como una afirmación con un contenido de verdad realmente débil, y prácticamente sin sentido. Sin embargo "Si hubieras estado aquí, el asunto se habría resuelto" (A → B), tiene la misma forma sintáctica, pero con firme contenido semántico de verdad. Si intentamos encontrar el sentido de verdad contenido en dicha afirmación condicional, observamos: 
1. La afirmación parte del conocimiento del contenido semántico falso del antecedente, lo que se manifiesta lingüísticamente en el uso del modo subjuntivo. "Si hubieras estado" → "no has estado".
2. El consecuente es considerado dentro de un "mundo posible", que sabemos que no ha sido real, pero podemos pensar en él como posible: "Se habría resuelto" → "habría sido posible que se resolviera".

De la misma forma podemos expresar un contenido semántico de verdad basado en la necesidad, como en el caso del triángulo antes citado, o en la afirmación de un deseo, la afirmación de una prescripción, etc. Tal es el campo de la modalidad y la lógica modal.

## Condición necesaria y suficiente
La implicación A ⇒  B puede ser expresada como si A, entonces B. Si esa proposición es verdadera, se acostumbra nombrar que A es condición suficiente para B, en otros términos, la veracidad de A,  basta para garantizar la de B. Esto significa que si A es verdadera, B, de igual modo, lo es.
De otra manera, si la implicación B ⇒  A es verdadera, A es condición necesaria para B, i.e. la veracidad de B comporta la de A. Lo que significa que B es verdadera sólo si A lo es.
Cuando se satisface la implicación en ambos sentidos, B es verdadera si y sólo si lo es A, caso que se puede denotar A ⇔ B, y significa que A es condición necesaria y suficiente para B.
Cuando el antecedente es falso y el consecuente es verdadero, la implicación se considera verdadera en lógica matemática. Esto puede resultar un poco sorprendente, pero es una propiedad fundamental de la implicación.
La razón detrás de esto es que en este caso en particular, cuando el antecedente es falso, la verdad del consecuente no afecta la validez de la implicación. Es decir, si decimos "si p, entonces q" pero p es falso, entonces la implicación se considera verdadera independientemente de si q es verdadero o falso.